# Academia Orquestal del Teatro Colón
La Academia Orquestal del Teatro Colón es un ciclo de formación de jóvenes músicos dependiente del Instituto Superior de Arte del Teatro Colón, ubicado en el centro de la ciudad de Buenos Aires. Los alumnos ingresan por audiciones y conforman la Orquesta Académica del Instituto Superior de Arte, cuya sede es el mismo Teatro. 

## Historia
La creación de la Academia Orquestal es bastante reciente. A diferencia de otras carreras del ISA, como las de canto lírico o ballet, se constituye en su forma actual en el año 2010, con el objetivo de suplir la actividad de la antigua Orquesta Académica del Teatro Colón y conformar un ciclo de estudios superiores para la formación de músicos de alto nivel. A pesar de gestionarse en una institución municipal, la Academia ha contado este tiempo con un fuerte apoyo no-gubernamental de la Fundación Teatro Colón. Articulada en dos años, esta carrera incluye clases de instrumento, música de cámara, repertorio, lenguaje y estética musical con los principales integrantes de las orquestas del Teatro. En diversas ocasiones, los alumnos llegan a realizar prácticas o pasantías en las orquestas Estable del Teatro Colón y Filarmónica de Buenos Aires, además de contar con solistas en las clases magistrales que se organizan en el Instituto. Si bien la Academia no mantiene relación alguna con los conservatorios municipales, ni provee títulos terciarios, constituye hoy día un espacio central en la oferta artística y educativa de la ciudad de Buenos Aires, recibiendo alumnos de toda la Argentina y países vecinos. Un porcentaje considerable de sus egresados integra posteriormente orquestas profesionales.  

## Orquesta Académica

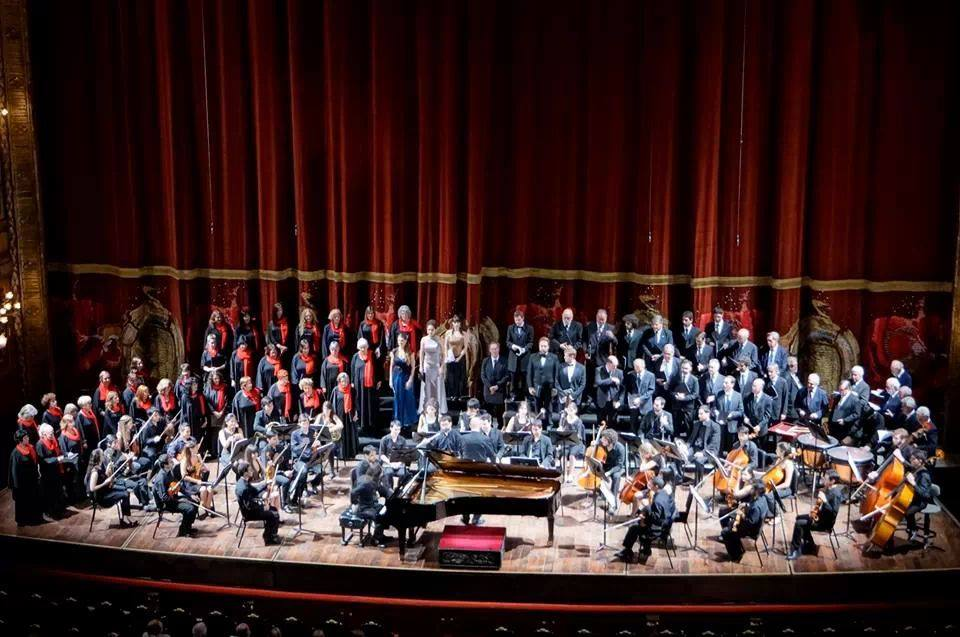
La Orquesta Académica presenta la Fantasía para piano, coro y orquesta de Beethoven en la sala principal del Teatro Colón, junto a la Asociación Coral Lagun Onak.

Las clases y diversas actividades de la carrera giran en torno a la Orquesta Académica del Instituto Superior de Arte del Teatro Colón. La orquesta constituye el organismo sinfónico juvenil del Teatro Colón, realizando un ciclo anual de conciertos en la sala principal del teatro y salas alternativas. Cada programa cuenta con un director musical nacional o internacional especialmente invitado y solistas. Los grupos de música de cámara y Ensambles de la Academia Orquestal se presentan en el Salón Dorado del mismo teatro y otras importantes salas de la Ciudad de Buenos Aires.
La Orquesta Académica fue creada como institución de promoción cultural y fomento artístico por la Dirección General de la Orquesta Filarmónica de Buenos Aires en 1995, entonces a cargo de Pedro Pablo García Caffi, y a instancias del maestro Oscar Piluso, ofreciendo a sus integrantes la práctica orquestal y la consecuente adquisición de experiencia basadas en un programa orientado a la formación de profesionales de alto nivel competitivo.
El éxito de este programa contribuyó para que, un par de años después de su creación, la Orquesta Académica de la Filarmónica de Buenos Aires pasara a ser Orquesta Académica del Teatro Colón.
En el año 2000, se realizó una gira al Reino Unido y Alemania con presentaciones en Londres, Kent, Canterbury y Hannover. Participó en el Concurso Internacional y Festival Martha Argerich.
En 2010, siendo García Caffi ahora el director general y artístico del Teatro Colón, la Orquesta pasa a depender del Instituto Superior de Arte y, posteriormente, se crea la carrera de la Academia Orquestal.
Conciertos en el Teatro Colón e importantes salas de Argentina, con directores y solistas invitados, lecciones con los solistas de ambas orquestas del Teatro, clases magistrales de perfeccionamiento instrumental a cargo de solistas de importantes orquestas que se presentan en Buenos Aires (Concertgebouw de Ámsterdam, Orquesta Filarmónica de Israel, Orquesta Sinfónica de la Radio de Baviera, etc), música de cámara y pasantías en las orquestas del Teatro Colón enriquecen el programa bianual de estudios que gratuitamente el Instituto Superior de Arte del Teatro Colón ofrece a todos sus alumnos.
En 2014 la Orquesta Académica recibió el Premio Estímulo de la Asociación de Críticos Musicales de Argentina y realizó una gira de conciertos en Suiza por invitación de la Apach Academy para el Festival M4.
En marzo de 2017 participó invitada por el Mozarteum Brasileiro en el Festival "Música em Trancoso", cerrando ese evento internacional con dos conciertos sinfónico corales.
Anualmente la Orquesta Académica realiza una serie de conciertos públicos y gratuitos en el Teatro Colón e importantes salas de la Ciudad de Buenos Aires como parte de su programa académico.